# Емельянов, Яков Емельянович
Я́ков Емелья́нович Емелья́нов (тат. Җәкәү Җәмәлән улы Емельянов, 1848, деревня Алан-Полян, Лаишевский уезд, Казанская губерния — 3 февраля 1893, село Уреевы Челны, Лаишевский уезд, Казанская губерния) — священник Русской православной церкви, татарский поэт, учитель.
Получил известность среди крещёных татар благодаря двум сборникам стихов, опубликованным ещё при его жизни. В народе Емельянов имел прозвище «Певец Яков» (тат. «Җырчы Җәкәү»).

## Биография
Происходил из крещёных татар. Родился в 1848 году в деревне Алан-Полян Лаишевского уезда Казанской губернии (ныне Рыбнослободский район Татарстана) в многодетной крещёно-татарской семье государственных крестьян Емельяна и Акулины. у него было 3 старших брата: Николай, Кондрат, Иван, младший брат Прокофий, младшие сестры Пелагея, Аксинья и Феодосия. Семья Якова не отличалась религиозностью и, по-видимому, в семье не было образованных.
В возрасте 16-ти лет Яков пешком приходит в Казань, где только что (в 1863 году) была открыта Казанская крещёно-татарская школа — четырёхклассное учебное заведение, в котором впервые в истории могли учиться кряшенские дети. Постановка школы носила семейный характер. В школе не было никаких искусственных форм и формальной выправки, а также телесных и других наказаний. Его наставником был Василий Тимофеев, соратник Николая Ильминского.
В 1867 году, по окончании курса, был отправлен учителем земской школы в село Уреевы Челны Лаишевского уезда, где 6 лет обучал детей чтению и начальным предметам.
В годы пребывания Якова учителем в Уреевых Челнах Николай Ильминский ему пишет: «…Милый мой Яков! Письмо твоё я получил и, прочитав, очень обрадовался <…> Эй жегетляр, сильней старайтесь! Много ли, мало ли что узнаешь, увеличивай и сам старайся, учись и учи. Сколько сам знаешь, и других тому наставляй; не задерживай дело Господне …».
Обучая детей, Яков поднимал свой уровень религиозного и светского образования и культуры. Знакомился с русской литературой XIX века, с творчеством русских поэтов, в первую очередь Ивана Никитина, Алексея Кольцова, Николая Некрасова и др. Знакомился с новыми переводами Св. Писания и богослужебных книг на татарский язык. В эти годы были переведены праздничные чтения из Апостола, часы, шестопсалмие, последование к Причащению и др.
На лето 1871 года, был направлен Николаем Ильминским в Свияжский монастырь к начальнику Свияжского училища смотрителю Платону Максимовичу специально для изучения русского языка, так как для поступления в духовное сословие необходимо было сдать экзамен на знание русского.
1 сентября 1873 года Емельянов был переведен учителем в Казанскую центральную крещено-татарскую школу.
Примерно в эти же годы Емельянов женится на Прасковье Петровой. О ней известно только то, что она была на год младше Якова.
24 марта 1874 года архиепископом Казанским и Свияжским Антонием (Амфитеатровым) был рукоположён в сан диакона к домовой церкви Центральной крещено-татарской школы.
19 ноября того же года, диакон Иаков Емельянов был переведён на учительскую должность в Средне-Арняшскую школу Братства святителя Гурия. Здесь о. Иаков состоял сверхштатным дьяконом при церкви св. Иоанна Предтечи.
В 1879 году с одобрения и с помощью Совета Братства святителя Гурия издается первый сборник его стихов под названием «Стихи на крещено-татарском языке» дьякона Иакова Емельянова.
Когда в инородческом селении открылась вакансия помощника настоятеля церкви, Совет Братства ходатайствовал перед архиереем о его рукоположении.
12 октября 1880 года в священники села Юкачи Мамадышского уезда (ныне Мамадышского района) архиепископом Казанским и Свияжским Сергием (Ляпидевским) был рукоположён в сан иерея.
24 февраля 1881 года вступил в должность законоучителя Юкачинского приходского училища. С прихожанами ведет воскресные катехизические беседы.
С 1882 года служил в селе Чура Мамадышского уезда (ныне Кукморский район).
16 сентября 1888 года переведён к церкви небольшого села Урясь-Учи.
«Месяцев за пять до своей смерти о. Яков попросился в с. Уреевы Челны, где 20-летним юношей он состоял учителем, в 4-х км. от родной деревни Аланки». Здесь он и умер 3 февраля 1893 года в возрасте 45-ти лет. Умер от болезни легких, морозной ночью. В статье М. Глухова есть сведение, что на похороны о. Иакова пришло большое количество людей из разных мест. Место его захоронения неизвестно, но надо полагать, что его похоронили в родной деревне Алан-Полян или же, следуя традиции, у алтаря храма села Уреевых Челнов, как священника данной церкви.